# Abderrahmane Soukhane
Pour les articles homonymes, voir Soukane.
Abderrahmane Soukhane, dit Soukane II, est un footballeur franco-algérien né le 13 septembre 1936 à El-Biar et mort le 5 juillet 2015.
Ce joueur évoluait comme attaquant.

## Biographie
Abderrahmane Soukhane a été sacré meilleur buteur du championnat de France D2 en 1964 avec son club Le Havre AC. 
En 1958, il avait rejoint l'équipe de football du FLN représentant le  Front de libération nationale, mouvement luttant pour l'indépendance de l'Algérie et participé à de nombreux matchs amicaux. 
Après son retour au Havre, il poursuit sa carrière à Toulouse FC à partir de 1964.
Son frère aîné, Mohamed, était également footballeur.
Abderrahmane Soukhane meurt le 5 juillet 2015 à l'âge de 78 ans « des suites d'une maladie » et est inhumé le 6 juillet au cimetière de Ben Aknoun ,

## Carrière de joueur
- avant 1956: JS El-Biar
- 1956-1964: Le Havre AC (Division 2)
- 1964-1967: Toulouse FC (Division 1)
- 1967-1968: Red Star (Division 1)[3]

## Palmarès
- Meilleur buteur du Championnat de France D2 en 1964 avec 21 buts.